# Arturo Rotor
Arturo Belleza Rotor (* 7. Juni 1907 in Sampaloc (Manila), Philippinen; † 9. April 1988) war ein philippinischer Mediziner und Autor.  Er war der erste philippinische Allergologe, Kurzgeschichtenautor, Orchideenzüchter und ehemaliger Exekutivsekretär des philippinischen Kriegskabinetts unter den Präsidenten Manuel Quezon und Sergio Osmeña.

## Leben und Werk

Vanda merrillii var. Rotorii

Rotor war der Sohn eines Lehrerehepaares. Im Alter von 18 Jahren veröffentlichte er seine erste Kurzgeschichte The Great Leveller und gewann den dritten Preis in einem Kurzgeschichten-Wettbewerb. Er studierte Medizin an der School of Medicine der Universität der Philippinen und Musik am Conservatory of Music der Universität der Philippinen, studierte das Schreiben von Kurzgeschichten bei Paz Marquez-Benitez, war Mitglied des UP Writers’ Club und Herausgeber der Zeitschrift Herald. Bekannt wurde Rotor durch seine Kurzgeschichten wie Dahong Palay (1928), Zita (1930) und The Wound and the Scar (1937), die von der Philippine Book Guild veröffentlicht wurden.
Anschließend spezialisierte sich Rotor auf Medizin am Hopkins Memorial Hospital in den USA. Nach der japanischen Invasion der Philippinen, etablierte Präsident Manuel L. Quezon 1941 die Exilregierung des Commonwealth in Washington, D.C. Dort diente Rotor als Exekutivsekretär des Kriegskabinetts. Er bekleidete diese Funktion bis zur Wiedereinsetzung der Commonwealth-Regierung in Manila im März 1945.
Nach der Ende der japanischen Besatzung auf den Philippinen kehrte er mit seiner Ehefrau, der Mathematikerin Emma Unson Rotor, auf die Philippinen zurück. Er lehrte am UP College of Medicine und war bis zu seiner Pensionierung im Jahr 1961 Direktor der Postgraduate School of Medicine am Philippine General Hospital. 1948 veröffentlichte er seine Forschungsergebnisse bei der Johns Hopkins University über die seltene Form der Gelbsucht, die bald nach ihm benannt wurde, das Rotor-Syndrom.
Um Allergie/Immunologie als Spezialgebiet zu fördern, gründete Rotor die Philippine Society of Allergology and Immunology, die später in Philippine Society of Allergy, Asthma and Immunology oder PSAAI umbenannt wurde.
Während seiner Tätigkeit als Arzt setzte Rotor seine literarischen Bestrebungen fort. Sein Confidentially, Doctor (1965) und seine älteren Werke, die 1973 neu veröffentlicht wurden, sowie The Men Who Play God (1983) waren alle von seinen Erfahrungen mit Patienten inspiriert. In Anerkennung seines Beitrags zur philippinischen Literatur im 20. Jahrhundert wurde Rotor 1966 mit dem Republic Cultural Heritage Award ausgezeichnet.
Rotor entdeckte während eines Urlaubs in den Bergen von Caraballo eine Orchideenart, die nach ihm Vanda merrillii var. rotarii benannt wurde.
Rotor starb 1988 im Alter von 80 Jahren.
Am 1. März 2022 hat die Philippine College of Physicians Foundation, Inc. die ersten Literaturpreise für Internisten ins Leben gerufen, die Dr. Arturo B. Rotor Memorial Awards for Literature.

## Veröffentlichungen (Auswahl)
- 1948: mit L. Manahan, A. Florentin: Familial non-hemolytic jaundice with direct van den Bergh reaction. Acta medica Philippina, Manila, 1948, 5, S. 37–49.
- 1965: Confidentially, Doctor.
- 1973: Selected Stories from the Wound and The Scar.
- 1983: The Men Who Play God. ISBN 978-971-0400-17-1